# Eupelmus heterosomus
Eupelmus heterosomus är en stekelart som beskrevs av Perkins 1910. Eupelmus heterosomus ingår i släktet Eupelmus och familjen hoppglanssteklar. Inga underarter finns listade i Catalogue of Life.